# Stig-Göran Myntti
Stig-Göran Myntti (ur. 6 sierpnia 1925 w Maalahti, zm. 28 lutego 2020) – fiński piłkarz występujący na pozycji napastnika.

## Życiorys
W trakcie swojej kariery występował w VIFK Vaasa i w RU-38 Pori. W latach 1945–1958 rozegrał 61 meczów w reprezentacji Finlandii, w których zdobył 5 goli. Brał udział w igrzyskach olimpijskich w 1952 w Helsinkach. Jest dziadkiem piłkarza Henriego Myntti.